# Campionati mondiali di IQFoil 2023
I Campionati mondiali di IQFoil 2023 si sono svolti a L'Aia, nei Paesi Bassi, dall'8 al 20 agosto 2023.

## Podi
| Evento           | Oro                | Argento          | Bronzo       |
| IQFoil maschile  | Luuc van Opzeeland | Sebastian Kördel | Nicolò Renna |
| IQFoil femminile | Shahar Tibi        | Katy Spychakov   | Emma Wilson  |

## Medagliere
| Posiz. | Nazione     | Oro | Argento | Bronzo | Totale |
| ------ | ----------- | --- | ------- | ------ | ------ |
| 1      | Israele     | 1   | 1       | 0      | 2      |
| 2      | Paesi Bassi | 1   | 0       | 0      | 1      |
| 3      | Germania    | 0   | 1       | 0      | 1      |
| 4      | Regno Unito | 0   | 0       | 1      | 1      |
| 4      | Italia      | 0   | 0       | 1      | 1      |
| Totale | Totale      | 2   | 2       | 2      | 6      |